# Carl Fredrik Lorichs
Carl Fredrik Lorichs, född 4 februari 1780 i Stockholm, död där 6 oktober 1851, var en svensk militär.

## Biografi
Carl Fredrik Lorichs var son till krigskommissarie och titulärlandshövdingen Nils Lorich. Han blev fem månader gammal kvartermästare utan lön vid Södra skånska kavalleriregementet, 1786 fänrik vid Tavastehus regemente, stabsfänrik vid Änkedrottningens livregemente1791 och sekundlöjtnant vid Livregementsbrigadens lätta infanteribataljon 1793. 1794 befordrades Lorichs till premiärlöjtnant där och blev 1800 stabskapten vid Livregementets värvade infanteribataljon. Lorichs blev 1801 kapten och regementskvartermästare vid Göta garde och kompanichef där 1802. Som löjtnant deltog han med dess fältbataljon i Pommerska kriget 1805 och deltog som chef för ett fältkompani i finska kriget 1808. Han deltog i landstigningsoperationerna i södra Finland och i slaget vid Viais 27 september 1808 då han sårades och tilldelades tapperhetsmedalj. Han deltog även i återmarschen över isen på Ålands hav.
Carl Fredrik Lorichs blev 1810 först tredje och senare andra major vid andra gardet. 1811 blev han befordrad till förste major och 1812 överstelöjtnant i armén. Lorichs ledde fältbataljonen av Göta garde till Tyskland under 1813 års fälttåg och var medlem av den krigsrätt som dömde Georg Carl von Döbeln till döden för orderbrott. Han deltog även i det norska fälttåget 1814 och befordrades samma år till överste. 
Carl Fredrik Lorichs blev 1817 överstelöjtnant och sekundchef för andra gardet, 1818 generaladjutant i armén och befordrades 1823 till generalmajor. Han förordnades 1820 att granska pommerska domändirektionens räkenskaper och förslaget till nytt infanterireglemente 1822. Lorichs var ledamot av kommittén angående ackorden vid de värvade regementena 1833, blev ständig ordförande över Allmänna garnisonssjukhuset 1833, förste adjutant hos Karl XIV Johan 1834 samt tillförordnad ordförande i Krigshovrätten 1837. Lorichs blev 1839 befordrad till generallöjtnant i armén. 1838 blev han överkommendant för Stockholms garnison och förde som sådan befäl över trupperna i samband med Crusenstolpska kravallerna 1838 och marsoroligheterna 1848. Lorichs var 1841 ledamot av kommittén angående livgardesregementenas avlöning.
Carl Fredrik Lorichs blev 1818 ledamot och 1828 hedersledamot av Kungliga Krigsvetenskapsakademien.